# Aircel Chennai Open 2013
Aircel Chennai Open 2013 byl tenisový turnaj mužů na profesionálním okruhu ATP World Tour, hraný v areálu SDAT Tennis Stadium na otevřených dvorcích s tvrdým povrchem. Konal se na úvod sezóny mezi 31. prosincem 2012 až 6. lednem 2013 v indickém městě Čennaí jako osmnáctý ročník turnaje.
Řadil se do kategorie ATP World Tour 250. Celkový rozpočet činil 442 750 dolarů.

## Dvouhra mužů

### Nasazení
| Stát       | Hráč               | ATP1 | Nasazení |
| ---------- | ------------------ | ---- | -------- |
| Česko      | Tomáš Berdych      | 6.   | 1.       |
| Srbsko     | Janko Tipsarević   | 9.   | 2.       |
| Chorvatsko | Marin Čilić        | 15.  | 3.       |
| Švýcarsko  | Stanislas Wawrinka | 17   | 4        |
| Francie    | Benoît Paire       | 47.  | 5.       |
| Nizozemsko | Robin Haase        | 56.  | 6.       |
| Tchaj-wan  | Lu Jan-sun         | 59.  | 7.       |
| Japonsko   | Go Soeda           | 60.  | 8.       |

- 1 Žebříček ATP k 24. prosinci 2012.

### Jiné formy účasti
Následující hráčí obdrželi divokou kartu do hlavní soutěže:
- Tomáš Berdych
- Juki Bhambri
- Somdev Devvarman

Následující hráči postoupili z kvalifikace:
- Prakaš Amritraž
- Ruben Bemelmans
- Rajeev Ram
- Cedrik-Marcel Stebe

## Mužská čtyřhra

### Nasazení
| Stát               | Hráč            | Stát               | Hráč                   | ATP1 | Nasazení |
| ------------------ | --------------- | ------------------ | ---------------------- | ---- | -------- |
| Indie              | Mahesh Bhupathi | Kanada             | Daniel Nestor          | 16.  | 1.       |
| Indie              | Leander Paes    | Francie            | Édouard Roger-Vasselin | 46.  | 2.       |
| Indie              | Rohan Bopanna   | Spojené státy      | Rajeev Ram             | 56.  | 3.       |
| Spojené království | Jamie Delgado   | Spojené království | Ken Skupski            | 112. | 4.       |

- 1 Žebříček ATP k 24. prosinci 2012.

### Jiné formy účasti
Následující dvojice obdrželi divokou kartu do hlavní soutěže:
- Sriram Baladži /  Džívan Nedunčežijan
- Sanam Singh /  Višnu Vardhan

Následující dvojice nastoupila do hlavní soutěže z pozice náhradníků:
- Somdev Devvarman /  Serhij Stachovskyj

### Odhlášení
- Philipp Petzschner (poranění kolena)

## Přehled finále

### Mužská dvouhra
- Janko Tipsarević vs.  Roberto Bautista-Agut, 3–6, 6–1, 6–3

Janko Tipsarević získal 4. singlový titul kariéry.

### Mužská čtyřhra
- Benoît Paire /  Stanislas Wawrinka vs.  Andre Begemann /  Martin Emmrich, 6–2, 6–1